# Črnci
Črnci este o localitate din comuna Apače, Slovenia, cu o populație de 327 de locuitori.